# VV Alkmaar in het seizoen 2020/21
Het seizoen 2020/2021 was het vierde jaar in het bestaan van de Alkmaarse vrouwenvoetbalclub VV Alkmaar. De club kwam uit in de Eredivisie en eindigde op de achtste plaats. In het toernooi om de KNVB beker reikte de ploeg tot de kwartfinale. Hierin was FC Twente te sterk met 4–1. De Eredivisie Cup werd afgesloten op de vijfde plaats.

## Wedstrijdstatistieken

### Eredivisie
|       | ADO Den Haag | Ajax  | Excelsior | sc Heerenveen | PEC Zwolle | PSV   | FC Twente |
| ----- | ------------ | ----- | --------- | ------------- | ---------- | ----- | --------- |
| Thuis | 1 – 4        | 0 – 4 | 1 – 1     | 4 – 3         | 0 – 3      | 1 – 2 | 0 – 4     |
| Uit   | 2 – 2        | 1 – 0 | 0 – 3     | 3 – 2         | 0 – 0      | 5 – 1 | 9 – 0     |

#### Plaatseringsgroep
|       | Excelsior | sc Heerenveen | PEC Zwolle |
| ----- | --------- | ------------- | ---------- |
| Thuis | 0 – 0     | 3 – 3         | 3 – 3      |
| Uit   | 3 – 2     | 2 – 1         | 5 – 1      |

### KNVB beker
| Kwartfinale                                                          | FC Twente                                                               | 4 – 1 (2 – 1) | VV Alkmaar          |
| 5 februari 2021 Aanvangstijd: 19.30 uur Plaats: Enschede Het Diekman | Marisa Olislagers 37' Lynn Wilms 38' Suzanne Giesen 56' Fenna Kalma 78' |               | 35' Emmeke Henschen |

### Eredivisie Cup
| Eerste ronde                                 | VV Alkmaar                                                           | 0 – 1 (0 – 1) | FC Twente                                                             |
| Plaats: Alkmaar Robonsbosweg                 |                                                                      |               | 11' Lynn Wilms                                                        |
| Tweede ronde                                 | sc Heerenveen                                                        | 3 – 1 (2 – 0) | VV Alkmaar                                                            |
| Plaats: Nieuwehorne Sportcomplex Nieuwehorne | Eef Kerkhof 8' Francisca Cardoso 18' Kirsten van de Westeringh 90+4' |               | 89' Chimera Ripa                                                      |
| Derde ronde                                  | ADO Den Haag                                                         | 3 – 1 (1 – 0) | VV Alkmaar                                                            |
| Plaats: Den Haag Cars Jeans Stadion          | Jaimy Ravensbergen 20', 90+3' Shanique Dessing 57'                   |               | 49' Chimera Ripa                                                      |
| Vierde ronde                                 | Excelsior                                                            | 4 – 3 (1 – 1) | VV Alkmaar                                                            |
| Plaats: Alkmaar Robonsbosweg                 | Maudy Stoop 40' Chimera Ripa 48', 68' Sanne Koopman 50'              |               | 45+1' Fréderique Nieuwland 59' Naomi Piqué 76' Nadine de Breij        |
| Vijfde ronde                                 | sc Heerenveen                                                        | 3 – 4 (1 – 1) | VV Alkmaar                                                            |
| Plaats: Heerenveen Skoatterwâld              | Kelly Zeeman 6' Kirsten van de Westeringh 61', 84'                   |               | 28' Sanne Koopman 66' Maudy Stoop 73' Emmeke Henschen 80' Simone Hand |

## Statistieken VV Alkmaar 2020/2021

### Eindstand VV Alkmaar in de Nederlandse Eredivisie Vrouwen 2020 / 2021
| Stand | Gespeeld | Gewonnen | Gelijk | Verloren | Punten | Doelpunten voor | Doelpunten tegen | Gele kaarten | Rode kaarten |
| ----- | -------- | -------- | ------ | -------- | ------ | --------------- | ---------------- | ------------ | ------------ |
| 7e    | 14       | 2        | 3      | 9        | 9      | 15              | 41               | 5            | 0            |

### Tussenstand VV Alkmaar in de plaatseringsgroep 5–8 2020 / 2021
| Stand | Gespeeld | Gewonnen | Gelijk | Verloren | Punten | Doelpunten voor | Doelpunten tegen | Gele kaarten | Rode kaarten |
| ----- | -------- | -------- | ------ | -------- | ------ | --------------- | ---------------- | ------------ | ------------ |
| 8e    | 6        | 0        | 3      | 3        | 8      | 10              | 16               | 5            | 0            |

### Topscorers
| #      | Naam               | Goal |
| ------ | ------------------ | ---- |
| 1.     | Sanne Koopman      | 6    |
| 1.     | Chimera Ripa       | 6    |
| 3.     | Emmeke Henschen    | 4    |
| 3.     | Charlotte Hulst    | 4    |
| 5.     | Chantal Schouwstra | 2    |
| 6.     | Natasha Brough     | 1    |
| 6.     | Isabelle Nottet    | 1    |
| 6.     | Ilvy Zijp          | 1    |
| Totaal | Totaal             | 26   |

| #      | Naam            | Goal |
| ------ | --------------- | ---- |
| 1.     | Emmeke Henschen | 1    |
| Totaal | Totaal          | 1    |

| #      | Naam            | Goal |
| ------ | --------------- | ---- |
| 1.     | Chimera Ripa    | 4    |
| 2.     | Sanne Koopman   | 2    |
| 2.     | Maudy Stoop     | 2    |
| 4.     | Simone Hand     | 1    |
| 4.     | Emmeke Henschen | 1    |
| Totaal | Totaal          | 10   |

### Kaarten
| #      | Naam               | Kreeg geel |
| ------ | ------------------ | ---------- |
| 1.     | Chantal Schouwstra | 3          |
| 2.     | Sanne Koopman      | 2          |
| 2.     | Nicole Stoop       | 2          |
| 4.     | Annemiek Kruijthof | 1          |
| 4.     | Henriikka Mäkelä   | 1          |
| 4.     | Chimera Ripa       | 1          |
| Totaal | Totaal             | 10         |

| #      | Naam           | Kreeg voor de tweede keer geel en dus rood |
| ------ | -------------- | ------------------------------------------ |
| –      | Geen speelster | 0                                          |
| Totaal | Totaal         | 0                                          |

| #      | Naam           | Weggestuurd |
| ------ | -------------- | ----------- |
| –      | Geen speelster | 0           |
| Totaal | Totaal         | 0           |

## Voetnoten
ADO Den Haag · 
Ajax · 
VV Alkmaar · 
Excelsior · 
sc Heerenveen · 
PEC Zwolle · 
PSV · 
FC Twente